# Rydzówka (Węgorzewo)
Rydzówka (deutsch Rehsau) ist ein Ort in der polnischen Woiwodschaft Ermland-Masuren und gehört zur Stadt- und Landgemeinde Węgorzewo (Angerburg) im Powiat Węgorzewski (Kreis Angerburg).

## Geographische Lage
Rydzówka liegt am Westufer des Rehsauer Sees (polnisch Jezioro Rydzówka) im Norden der Woiwodschaft Ermland-Masuren. Die Kreisstadt Węgorzewo (Angerburg) liegt 12 Kilometer in südöstlicher Richtung.

## Geschichte
Bereits im Jahre 1404 wurde der damals Resau genannte Ort gegründet. In den Folgejahren wohl auch Rösau, Rydzöwko (um 1782), Reesau (nach 1785) genannt, wurde das Dorf im Mai 1874 in den neu errichteten Amtsbezirk Engelstein (polnisch Węgielsztyn) eingegliedert, der bis 1945 zum Kreis Angerburg im Regierungsbezirk Gumbinnen der preußischen Provinz Ostpreußen gehörte.
In der Gemeinde Rehsau mit den Ortschaften Großes Werder (polnisch Ostrów Wielki), Karlswalde (Karłowo) und Sandhof (Rydzówka Mała) und – ab dem 30. September 1928 – auch Rosenstein (Różewiec) waren 229 Einwohner im Jahre 1910 gemeldet. Ihre Zahl stieg bis 1925 auf 314, betrug 1933 bereits 353 und belief sich 1939 auf 334.
Im Jahre 1945 kam Rehsau in Kriegsfolge mit dem gesamten südlichen Ostpreußen zu Polen und erhielt die polnische Namensform „Rydzówka“. Heute ist das Dorf dem Schulzenamt (polnisch Sołectwo) Karłowo (Karlswalde) zugeordnet und stellt eine Ortschaft dar im Verbund der Stadt- und Landgemeinde Węgorzewo im Powiat Węgorzewski, vor 1998 der Woiwodschaft Suwałki, seither der Woiwodschaft Ermland-Masuren zugehörig.

## Kirche
Rehsau war in die evangelische Kirche Engelstein in der Kirchenprovinz Ostpreußen der Kirche der Altpreußischen Union bzw. in die katholische Pfarrei Zum Guten Hirten in Angerburg im Bistum Ermland eingepfarrt. 
Seit 1945 gehört die katholische Bevölkerung Rydzówkas zur Pfarrei in Srokowo im Erzbistum Ermland der Römisch-katholischen Kirche in Polen. Die evangelischen Kirchenglieder sind der Kirchengemeinde in Węgorzewo zugeordnet, einer Filialgemeinde der Pfarrei in Giżycko (Lötzen) in der Diözese Masuren der Evangelisch-Augsburgischen Kirche in Polen.

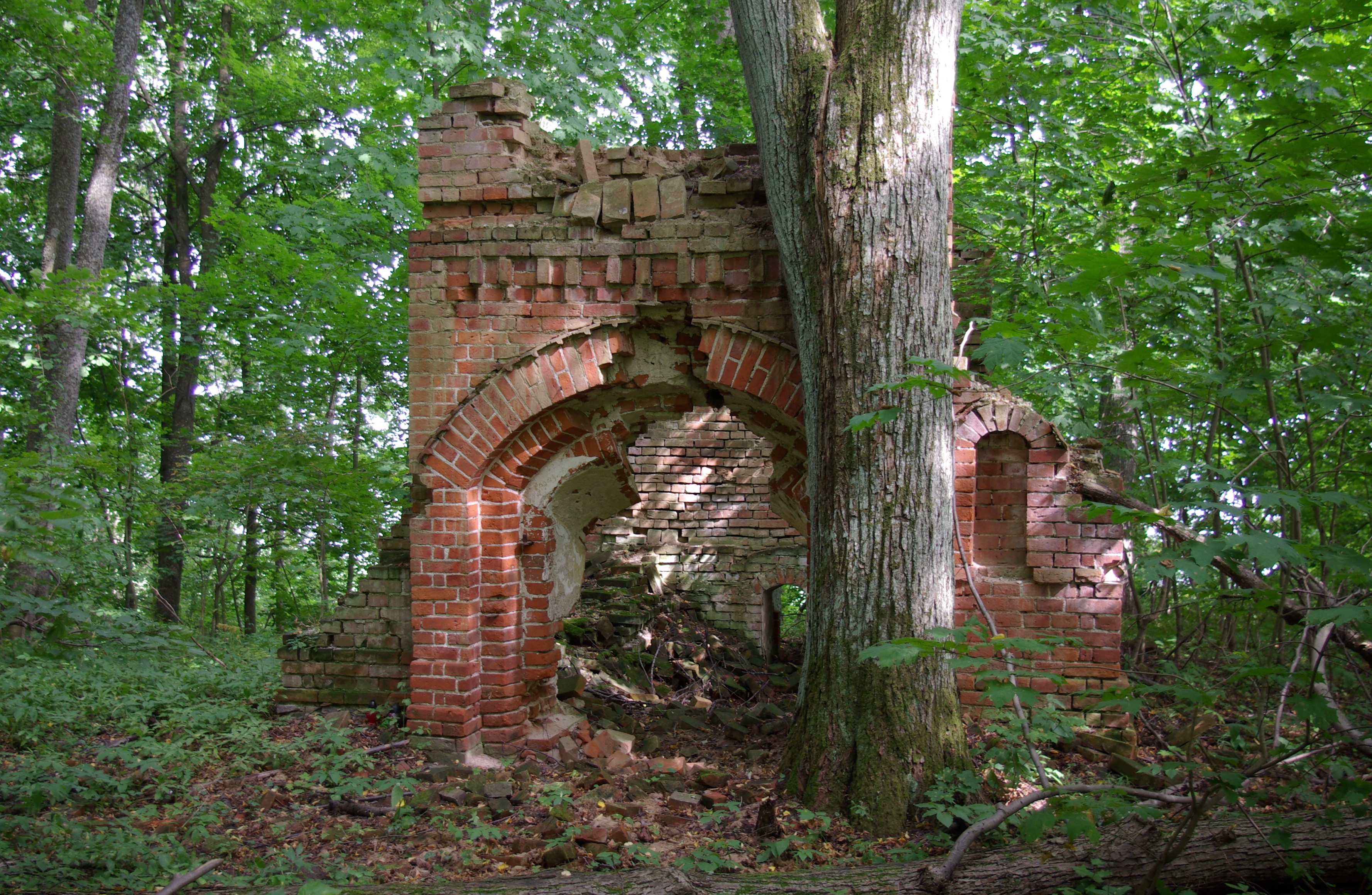
Die Ruine der 1836 errichteten Grabkammer der Familie Lefèvre auf dem alten Friedhof in Rydzówka (Rehsau)

Aus der Zeit vor 1945 hat sich der Rehsauer alte Friedhof (polnisch Cmentarz) erhalten, der zwar nicht mehr gepflegt wird, auf dem jedoch noch manche Grabstelle zu finden ist.

## Persönlichkeiten
- Albert Borowski (* 27. November 1876 in Rehsau; † Januar 1945 in Rudau), preußischer Politiker, Landtagsabgeordneter (SPD)

## Verkehr
Rydzówka liegt verkehrsgünstig drei Kilometer nördlich der polnischen Woiwodschaftsstraße DW 650 und ist von dort über den Abzweig in Leśniewo (Fürstenau) zu erreichen. Eine Bahnanbindung besteht nicht.